# أوتو زاكور
أوتو زاكور (بالإنجليزية: Otto Sackur)‏ ولد في ( 28 سبتمبر، 1880 بريسلاو، ألمانيا - 17 ديسمبر، 1914 برلين، ألمانيا), هو عالم كيمياء فيزيائية ألماني, يعرف ساكور بأنه مطور معادلة ساكور - الصمام الرباعي، درس ساكور في جامعة برسيلاو ، حصل على الدكتوراه من نفس الجامعة عام 1901م، ثم عمل في لندن قبل أن ينضم إلى معهد فريتز هابر في برلين.

## وفاته
توفي ساكور في 17 ديسمبر، 1914 في برلين اثر انفجار تعرض له بعد خلطه لمادتين كيميائيتين.